# Королёвка (Могилёвская область)
Королёвка (бел. Каралёўка) — деревня в составе Сластёновского сельсовета Чаусского района Могилёвской области Республики Беларусь.

## Население
- 2010 год — 10 человек